# Роберт (лунный кратер)
Кратер Роберт (лат. Robert), не путать с кратером Робертс (лат. Roberts), — маленький ударный кратер в юго-восточной части Моря Ясности на видимой стороне Луны. Название присвоено по английскому мужскому имени и утверждено Международным астрономическим союзом в 1976 г.

## Описание кратера
В непосредственной близости от кратера Роберт располагаются кратероподобные образования — Мария, Иерик, Осирис и Исис; а также борозда Марчелло; борозда Рейко и цепочка кратеров Бриджитт.
Другими ближайшими соседями кратера являются кратер Дауэс на юго-западе; кратер Абетти на севере; кратер Фаброни на востоке и кратер Бекетов на юго-востоке. На северо-востоке от кратера Роберт находится пик Аргея.

Селенографические координаты центра кратера 19°02′ с. ш. 27°27′ в. д. / 19,03° с. ш. 27,45° в. д., диаметр 0,56 км, глубина 130 м>.

Кратер имеет правильную циркулярную чашеобразную форму без приметных структур.

## Сателлитные кратеры
Отсутствуют.